# Platée
Platée – balet komiczny (ballet bouffon) – 3 akty z prologiem, pierwsza wersja 1745, druga wersja 1749. Typowa dla francuskiej tradycji operowej i dla twórczości Jeana-Philippe’a Rameau opera – balet skomponowana dla opery w Paryżu na sezon roku.

## Historia utworu
Widowisko zostało przygotowane na ślub delfina Ludwika z Marią Teresą Hiszpańską. Temat został zaczerpnięty z Pauzaniasza za pośrednictwem baletu Jacques’a Autrou Platée ou Jounone jalouse. Utwór z muzyką Rameau do libretta Adriena-Louisa de Valois d’Orville, wystawiono w Wersalu w Wielkich Stajniach Królewskich (Grande Écurie) 31 marca 1745 roku. W cztery lata później, 4 lutego 1749, wznowiono go w Académie Royale de Musique z librettem poprawionym przez Ballota de Sauvot. Między lutym a marcem 1749 roku został on wystawiony kilkanaście razy i ponownie sześć razy w lutym roku 1750. Nie odniósł więc wielkiego sukcesu. Krytycy piszący o Platei: baron Grimm, Jean-Jacques Rousseau, d’Alembert, Charles Collé uznali go natomiast za klejnot sceny muzycznej, najoryginalniejszy utwór Rameau. D’Alembert uważał, że Platea przygotowała publiczność paryską na występy komików włoskich i na sukces La serva padrona Pergolesiego w 1752 roku. Ostatni raz zagrano Plateę w XVIII stuleciu w 1759 roku.
W wieku XIX utwór nie był wystawiany. Pierwszą próbę ponownego wystawienia Platei podjęto w 1901 w Monachium i było to pierwsze wznowienie dzieła Rameau w XX wieku. W 1917 roku w ślady monachijczyków poszło Monte Carlo, gdzie utwór wystawiono w języku oryginału. Prawdziwy przełom nastąpił jednak dopiero w 1956 roku na festiwalu w Aix-en-Provence w realizacji muzycznej Renée Viollier z Michelem Sénéchalem w roli tytułowej. Opera paryska wstawiła utwór do swego repertuaru w 1999 roku. Zaplanowana na kilka przedstawień produkcja odniosła niezwykły sukces, wracając na afisz w 2002 i 2006, nie tylko w Paryżu, ale też w Gandawie i Antwerpii (1999), Bordeaux, Genewie i Montpellier (2001).

## Osoby

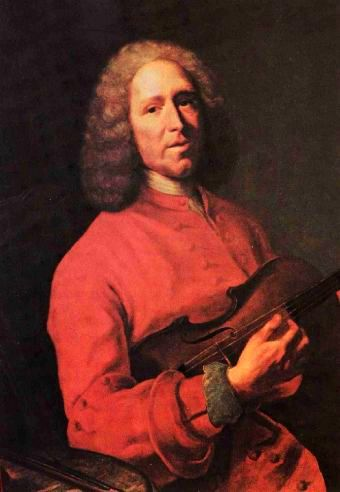
Jean-Philippe Rameau

| Rola                         | Głos   | Aktor                    |
| ---------------------------- | ------ | ------------------------ |
| Talia, muza komedii          | sopran | Marie Fel                |
| Tespis, twórca dramatu       | tenor  | p. Latour                |
| Momus, bóg żartów i sarkazmu | sopran | p. Albert                |
| Amor, bóg miłości            | sopran | Marie Angélique Coupé    |
| Satyr, demon leśny           | bas    | p. Benoît                |
| Platea, nimfa                | tenor  | Pierre Jélyotte          |
| Szaleństwo                   | sopran | Marie Fel                |
| Merkury, posłaniec Jowisza   | tenor  | Jean-Antoine Bérard      |
| Jowisz, władca Olimpu        | bas    | Claude Chassé de Chinais |
| Juno, żona Jowisza           | sopran | Marie-Jeanne Chevalier   |
| Kitajron, król Platejów      | bas    | François Le Page         |
| Clarine                      | sopran | p. Bourobonnois          |
| Najada                       | sopran | p. Metz                  |

## Treść

### Prolog
Bachus wędrujący w orszaku menad i sylenów napotyka pijanego Tespisa, twórcę greckiego dramatu. Budzi go i nakłania do napisania sztuki. Rozeźlony Tespis grozi zebranym, że ujawni ich tajemnice, ostatecznie daje się jednak namówić Talii i Momusowi do napisania całkiem nowej sztuki o Jowiszu.

### Akt I
Merkury poszukujący nowej miłostki dla swego pryncypała zstępuje do świątyni Bachusa, znajdującej się u stóp góry Kitajron. Kitajron informuje go, że w pobliskich bagnach usycha z tęsknoty za miłością panna Platea, nimfa z żabiego rodu. Platea jest nieszczęśliwa, spotyka ją tylko szacunek, a pragnie przecież miłości. Zwierza się ze swych pragnień Kitajronowi, błędnie tłumacząc sobie jego zamiary. Na szczęście zjawia się Merkury i oznajmia jej, że Jowisz, tknięty miłosnym szałem, pragnie zstąpić z Olimpu, by złożyć jej z dawna wyczekiwane hołdy. Gwałtowna burza, wyraz zazdrości małżonki Jowisza, potwierdza słowa boskiego posłańca. Platea, wzywa towarzyszące jej najady, by przygotowały ją na przyjście Zeusa.

### Akt II

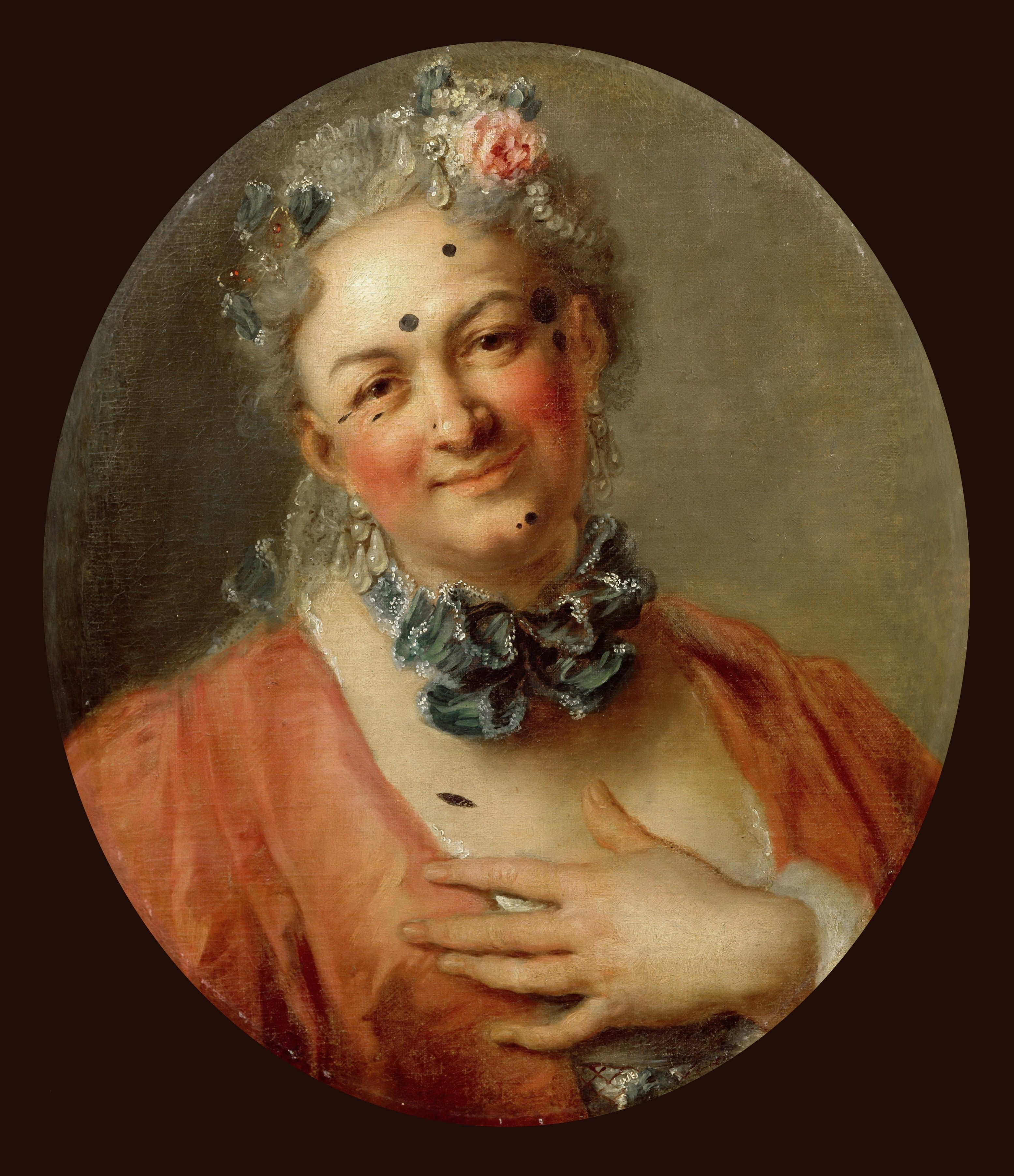
Pierre Jélyotte jako Platea. Charles-Antoine Coypel. ok. 1740. Luwr. Paryż

Podczas gdy Junona przygotowuje zemstę, Jowisz zjeżdża na swym rydwanie prosto w bagno. Platea zbliża się drżeniem do powozu, aby gdy opary się uniosą zobaczyć osła. Nie zrażona grucha do niego czarownie, na co czworonóg zmienia się w pięknego puszczyka i odlatuje. Platea wybucha płaczem, sądząc że wszystko stracone. Myli się jednak. Zeus przekonawszy się, że kształty i seledynowa cera jego wybranki wykluczają wszelkie podejrzenia, powraca w swej prawdziwej postaci. Platea aż przysiada z wrażenia, Jowisz natomiast organizuje dla niej wyszukane widowisko, którego reżyserem czyni Momusa. Jego zespół nie szczędzi żabie komplementów, gdy pojawia się nowa postać – Szaleństwo. Zabrawszy lirę Apollinowi intonuje ona arię o jego romansie z Dafne, po czym ogłasza koronację nowej Junony. Platea popada w ekstazę.

### Akt III
Uspokoiwszy gniew Junony, Merkury spieszy na zaślubiny Jowisza z Plateą. Nimfa domaga się, by uroczystość uświetnili swoją obecnością Amor i Hymen albo chociaż jeden z nich. Tymczasem występy przygotowane na jej cześć wloką się niemiłosiernie. Wreszcie przybywa Amor, a właściwie Momus w przebraniu i oferuje Platei wiązankę miłosnych wzruszeń: łzy, tęsknoty cierpienia. Platea odrzuca propozycję, chce przeżyć miłość szczęśliwą. W oczekiwaniu na Junonę Momus organizuje tańce fałszywych Gracji i prawdziwych Wieśniaków. Wreszcie przybywa długo oczekiwana Junona. Z furią rzuca się na rywalkę, odsłania welon i wybucha gromkim śmiechem. Jowisz ocalił spokój domowego ogniska, a wydrwiona Platea kumkając wraz z towarzyszkami daje nura w bagno.

## Charakterystyka
Libretto nie drwi z urody Platei, lecz z jej złudzeń co do własnej urody, w czym idzie za długą tradycją dramaturgiczną sięgającą we Francji Arnulfa ze Szkoły żon, a w Anglii Falstaffa i Malvolia, bohatera Wieczoru trzech króli. Platea uważa się za coś lepszego od żaby i to daje asumpt do jej wyśmiania. Również pomysł obsadzenia w głównej roli mężczyzny przebranego w kobiece szaty nie był niczym nowym we francuskiej farsie muzycznej. W 1742 roku została wystawiona sztuka Romanse Ragondy Moureta, którą Rameau mógł nawet widzieć. Typowa dla baletu dworskiego jest również postać Szaleństwa (La Folie). Świetnie skonstruowane libretto bez zbytecznych dygresji zmierza do finału, z upodobaniem wykorzystując rymy na „oi” (ua), naśladujące żabie kumkanie i efekt użycia wybuchowej głoski „t”.
Rameau wykorzystał je w sposób mistrzowski, tworząc najlepszą ze swych oper komicznych. Prolog otwierają dziarskie rytmy i Tespis w roli dworzanina doskonałego, którego ornamenty drwią z publiczności. Po gwałtownej scenie małżeńskiej, na scenę wkracza Platea w rytmie arietki, drobnym kroczkiem, podobnym bardziej do żabich podskoków niż do zwiewnego poruszania się nimfy. W jej postaci Rameau dal jeden z najpiękniejszych portretów jakie zna opera: ni to mężczyzny ni kobiety, trochę płaza, a trochę pensjonarki, skrzyżowania groteski i grozy, parodiujący ówczesne konwencje. Z Plateą przybywa jej świta zobrazowana przez kumkające fagoty i świergotliwe flety. Platea z całym charakterystycznym dla siebie wdziękiem zaleca się do Kitajrona, aż wybuchnie serią gwałtownych quoi, quoi, quoi. Potem śpiewa wirtuozowską arietkę w stylu włoskim z parodystycznymi akcentami. Akt pierwszy kończy deszcz, przechodzący w gwałtowną, wspaniałą burzę komiczną.
Akt drugi otwiera znakomita scena zalotów Platei do zmienionego w osła Jowisza. Bohaterka grucha tkliwie do swego ukochanego, a odpowiada jej ryk orkiestry. Na widok prawdziwego Jowisza Platea wpada w osłupienie, chór wita władcę czkawką. Na scenie pojawia się patronka źle zainwestowanych uczuć, Szaleństwo w towarzystwie Wesołych i Smutnych Wariatów. Po kilku akordach na lirze przerzuca się ono na arię komiczną, pełną ekstrawaganckich skoków i wokaliz. Po pięknych Menuets dans le goût de vièle (Menuetach na gęśle) Szaleństwo podejmuje pieśń weselną ku czci Platei, którą pani na bagnach kwituje półprzytomnym bon, bon, bon.
Trzeci akt przynosi spiętrzenie hołdów na cześć Platei, na które bohaterka odpowiada niecierpliwym stacatto, nieświadoma, że cała ta niemająca końca uroczystość jest tak naprawdę tylko oczekiwaniem na przybycie Junony. Momus składa u stóp Platei zbyteczne prezenty, drwi z niej Szaleństwo w ironicznej arii, chór składa jej hołd, który powtórzy po okrutnej puencie. Opera kończy się nietypowo. Zamiast pogodnego baletu rozładowującego napięcie są drwiny chóru, udający niewiniątko Kitajron i furia żaby w trzech rozwścieczonych akordach.